# Linderina
Linderina es un género de foraminífero bentónico de la familia Linderinidae, de la superfamilia Orbitoidoidea, del suborden Rotaliina y del orden Rotaliida. Su especie tipo es Linderina brugesi. Su rango cronoestratigráfico abarca desde el Luteciense (Eoceno medio) hasta el Priaboniense (Eoceno superior).

## Clasificación
Linderina incluye a las siguientes especies:
- Linderina bikanerensis †
- Linderina brugesi †
- Linderina buranensis †
- Linderina floridensis †
- Linderina kolayatensis †
- Linderina pennispora †